# Ferenc Strényi
Ferenc Strényi (* 4. April 1936 in Budapest) ist ein ehemaliger Offizier in der Volksrepublik Ungarn und war zuletzt Generalmajor (Vezérőrnagy) im Innenministerium (Belügyminisztérium). Er war zwischen 1983 und 1990 Leiter der Gruppe BM III/IV Militärische Abwehr (Katonai elhárítás).

## Leben
Ferenc Strényi, Sohn von Anna Marton, erwarb 1954 das Abitur am „József Eötvös“-Gymnasium in Budapest und arbeitete daraufhin von 1954 bis 1958 als Hilfsarbeiter und zuletzt als Buchhalter in einem Unternehmen der Baumwolltextilindustrie. 1958 trat er als Feldwebel (Őrmester) in den Dienst des Innenministeriums (Belügyminisztérium) und war zunächst zwischen 1958 und 1960 Funker sowie anschließend von 1960 bis 1963 stellvertretender Gruppenleiter in der Unterabteilung BM II/16-b. In diesen Verwendungen wurde er 1959 zum Oberfeldwebel (Törzsőrmester), 1960 zum Hauptfeldwebel (Főtörzsőrmester) sowie 1961 zum Unterleutnant (Alhadnagy) befördert. Nach seiner Beförderung zum Leutnant (Hadnagy) war er zwischen 1963 und 1967 Hauptreferent in der Unterabteilung BM III/V-3-f, die zur Abteilung BM III/V-3 Wartung und Betrieb von betriebstechnischen Geräten (Operatív-technikai eszközök karbantartása és üzemeltetése) gehörte. Er besuchte in dieser Zeit die Fremdsprachenhochschule (Idegen Nyelvi Főiskola) des Innenministeriums und erhielt 1966 seine Beförderung zum Oberleutnant (Főhadnagy). Anschließend wechselte er von 1967 bis 1969 als Hauptreferent in die selbständige Unterabteilung BM III/V B Bewertung, Kontrolle, Schreiben von Experten und Wirtschaftlichkeit (Önálló értékelő, ellenőrző, írásszakértői és gazdasági alosztályok) und erhielt dort 1968 seine Beförderung zum Hauptmann (Százados).
Nachdem Strényi zwischen 1969 und 1971 Leiter der Unterabteilung BM III/V-4-a war, fungierte er von 1971 bis 1973 als Leiter der Unterabteilung BM III/I-13-A, die zur Abteilung BM III/I-13 Kryptoanalyse, Verschlüsselung, Nationales Chiffrierzentrum (Rejtjelfejtés, rejtjelezés, Országos Rejtjelközpont) gehörte. Er absolvierte zwischen 1973 und 1976 ein Studium an der Parteihochschule der KPdSU in der Sowjetunion und wurde in dieser Zeit 1974 zum Major (Őrnagy) befördert. Nach seiner Rückkehr wurde er 1976 zum Oberstleutnant (Alezredes) befördert und fungierte daraufhin von 1976 bis 1980 als Sekretär des 4. Parteikomitees der Ungarischen Sozialistischen Arbeiterpartei MSZMP (Magyar Szocialista Munkáspárt) im Innenministerium. Nachdem er 1980 zum Oberst (Ezredes) befördert worden war, fungierte er zwischen 1980 und 1983 als stellvertretender Leiter der Gruppe BM III/IV und absolvierte 1981 eine sechs Monate dauernde Ausbildung zum Reserveoffizier an der „Miklós Zrínyi“-Militärakademie (Zrínyi Miklós Katonai Akadémia).
1983 übernahm Ferenc Strényi von Generalmajor Béla Matuska den Posten als Leiter der Gruppe BM III/IV Militärische Abwehr (Katonai elhárítás) und bekleidete diesen bis 1990. 1984 besuchte er einen Führungslehrgang an der Parteihochschule der MSZMP und wurde 1985 zum Generalmajor (Vezérőrnagy) befördert. Er schloss 1988 seine Promotion zum Doktor der Militärwissenschaften an der „Miklós Zrínyi“-Militärakademie ab und fungierte 1990 für kurze Zeit als Berater des stellvertretenden Innenministers für Personal und Wirtschaft. Am 31. März 1990 trat er in den Ruhestand.

## Weblink
- Strényi Ferenc. In: Historisches Archiv der Staatssicherheitsdienste (Állambiztonsági Szolgálatok Történeti Levéltára). Abgerufen am 8. März 2023 (ungarisch).

| Personendaten    | Personendaten            |
| ---------------- | ------------------------ |
| NAME             | Strényi, Ferenc          |
| KURZBESCHREIBUNG | ungarischer Generalmajor |
| GEBURTSDATUM     | 4. April 1936            |
| GEBURTSORT       | Budapest                 |